# Corydoras bethanae
Corydoras bethanae es una especie de pez siluriforme del género Corydoras, de la familia de los calíctidos. Habita en aguas cálidas del centro-oeste de América del Sur. Es comercializado como pez de acuario de agua dulce tropical.

## Taxonomía
Esta especie fue descrita originalmente en el año 2021 por los ictiólogos Rebecca Frances Bentley, Steven Grant y Luiz Fernando Caserta Tencatt.
Localidad tipo
La localidad tipo referida es: “río Blanco (cerca de la confluencia con el río Tapiche), distrito de Soplin, provincia de Requena, departamento de Loreto, Perú”.
Holotipo
El ejemplar holotipo designado es el catalogado como: MUSM 69403; siendo una hembra adulta, la cual midió 51,2 mm de longitud estándar. Se trató de un espécimen de acuario, importado en el año 2017 por Aquarium Glaser GmbH, de Alemania. Fue depositado en el Museo de Historia Natural, dependiente de la Universidad Nacional Mayor de San Marcos (MHN-UNMSM), ubicado en el distrito de Jesús María, en la ciudad de Lima, capital del Perú.
Etimología
Etimológicamente el término genérico Corydoras viene del griego,donde kóry es 'yelmo', 'coraza', 'casco', y doras es 'piel'. Esto se justifica en la carencia de escamas y la presencia de escudos óseos a lo largo del cuerpo. El nombre específico bethanae es un epónimo que refiere al nombre de la persona a quien fue dedicada, Bethan Grant, hija de Steven Grant, la que toda su vida ha luchado contra problemas de salud.

### Historia taxonómica
Este taxón había sido designado en el año 2011 con el código Cw006, resultado de una importación de un lote de peces desde el Perú, los que fueron comercializados bajo los nombres de "Narciso" y "Narcissus II". En el año 2019, Luiz Tencatt y otros realizaron una revisión taxonómica de Corydoras arcuatus, una de las especies con franja oscura en forma de arco que, al igual que C. bethanae, se ubica en el linaje 8 del género Corydoras, señalando que el morfo codificado como Cw006 pertenecería a una posible especie no descrita, diferente de C. arcuatus por los detalles del patrón de coloración. Finalmente, el examen de especímenes de Cw006 importados desde la cuenca peruana del río Tapiche, permitió su reconocimiento como una nueva especie.

## Características
Corydoras bethanae destaca por poseer un hocico en forma de punta y una coloración general blancuzca, con una conspicua banda oscura que nace por debajo de su ojo, asciende cruzando a este y luego se direcciona hacia atrás formando un arco, discurriendo muy próxima al borde superior del cuerpo (al que contacta en la nuca y bajo la aleta dorsal) hasta concluir en la porción inferior de la aleta caudal. Muestra una tonalidad verde o dorada a cobriza en los escudos laterales situados por encima y por debajo de la línea media, así como en el área opercular, en el cleithrum y debajo y detrás del ojo.

## Distribución geográfica y hábitat
Habita en cursos fluviales tropicales del centro-oeste de Sudamérica pertenecientes a la cuenca del Amazonas y dentro de ella, a la cuenca del río Blanco (perteneciente a la hoya hidrográfica del Ucayali), en el distrito de Soplin, provincia de Requena, departamento de Loreto, centro-este del Perú. Es probable que se encuentre en los arroyos que desembocan en el río principal. Esta especie es endémica del Perú. 
Vive en aguas cuya temperatura ronda los 25 °C; el pH fluctúa entre 4,1 y 5,6 y la conductividad específica es de 29,5 a 41,0 μS/cm. Sus hábitats son pequeñas corrientes de aguas negras, con lechos con hojarasca, abundantes detritos orgánicos y arena blanca, que discurren entre selvas y desembocan en el río Blanco, el cual presenta predominantemente aguas blancas.